# Karl Hammarberg
Karl Leonard Hammarberg, född 1 januari 1867 i Sköns socken, död 27 juli 1915 i Stockholm, var en svensk tidningsman.
Karl Hammarberg var son till disponenten Erik Johan Hammarberg. Han blev student vid Uppsala universitet 1885, bedrev universitetsstudier där och i Lund flera års studier innan han 1896 inträdde som medarbetare i Dagens Nyheter. Som student omfattade han de liberala idéerna men under striderna om rösträttsfrågan och valsättet kring sekelskiftet kom han att närma sig högerpartiet. 1897 köpte han Östergötlands Dagblad och var dess huvudredaktör och utgivare till 1901, då han överlät den på ett aktiebolag, men kvarstod som huvudredaktör fram till 1913. Under Hammarbergs ledning blev Östergötlands Dagblad en av högerns främsta tidningsorgan. Som politisk författare gjorde han känd för sin slagfärdighet och sitt temperamentsfulla skrivsätt. Hammarberg lämnade tidningen för att bli riksombudsman för Allmänna valmansförbundet och lade ned ett stort arbete på att organisera partiet.